# Andreas Hermann
Andreas Hermann, uváděn též jako Andreas Herrmann (??? – září 1878 Hořejší Kunčice), byl rakouský politik německé národnosti z Moravy; poslanec Moravského zemského sněmu.

## Biografie
Uvádí se jako starosta z Hořejších Kunčic (Kunzendorf). Tuto funkci zastával mimořádně dlouho. V červnu 1898 probíhaly v Hranicích oslavy 50 let jeho působení ve starostenském úřadu v Kunzendorfu. Byl držitelem tamní dědičné rychty.
V 70. letech se zapojil i do vysoké politiky. V doplňovacích zemských volbách 22. listopadu 1873 byl zvolen na Moravský zemský sněm, za kurii venkovských obcí, obvod Dvorce, Libavá, Hranice, Lipník. V roce 1875 se uváděl coby ústavověrný kandidát (tzv. Ústavní strana, liberálně a centralisticky orientovaná). V zemských volbách v roce 1878 se čekalo, že bude opět navržen jako kandidát, ovšem mezitím zemřel.
Zemřel počátkem září 1878.